# Gates (Oregon)
Gates é uma cidade localizada no estado norte-americano de Oregon, no Condado de Linn e Condado de Marion.

## Demografia
Segundo o censo norte-americano de 2000, a sua população era de 471 habitantes.
Em 2006, foi estimada uma população de 483, um aumento de 12 (2.5%).

## Geografia
De acordo com o United States Census Bureau tem uma área de
1,6 km², dos quais 1,6 km² cobertos por terra e 0,0 km² cobertos por água.

## Localidades na vizinhança
O diagrama seguinte representa as localidades num raio de 28 km ao redor de Gates.